# Arderin
Arderin är ett berg i republiken Irland. Det ligger i grevskapet Laois och provinsen Leinster, i den centrala delen av landet. Toppen på Arderin är 527 meter över havet.
Terrängen runt Arderin är huvudsakligen kuperad, men åt sydost är den platt. Trakten runt Arderin består i huvudsak av hed och skog.